# 常陸国司
常陸国司（ひたちこくし）は、常陸国の国司のことで、常陸守、常陸介、常陸大掾、常陸少掾、常陸大目、常陸少目の各1人で構成された。常陸国は、上総国・上野国とともに、天長3年（826年）以降、親王が国守を務める親王任国となり、この場合の常陸守を特に常陸太守と称した。親王任国となった当初から親王太守は現地へ赴任しない遙任だったため、国司の実務上の最高位は常陸介である。

## 律令による官位相当と定員
養老律令の官位令が定める大国の官位相当は守が従五位上、介が正六位下、大掾が正七位下、少掾が従七位上、大目が従八位上、少目が従八位下である。職員令が定める大国の定員は、守から少目まで各1人、計6人である。但し、宝亀6年（775年）には少掾2員・少目2員と増員している。。
国司には含まれない史生の大国における定員は養老令で3人だが、延喜式では5人である。他に国博士1人、国医師1人、学生50人、医生10人が定員として置かれた。
親王任国となって以降の常陸太守の位階は必然的に他の国守より高くなるため、一般的に従五位上程度ではなく官位相当は正四位下とされた。また、賀陽親王、葛原親王、時康親王など二品で常陸太守に任じられた例もある。
平安時代中期、平国香・貞盛父子が常陸大掾となり、平将門を鎮圧した功績で維幹（国香の孫で貞盛の養子）の子孫が常陸大掾を継承して在庁官人を掌握、「大掾氏」と称したとされるが、平安時代後期の国衙発給文書からは大掾の任官事実を裏付けるものは確認できないことから、鎌倉時代初期に維幹の6代目の子孫にあたる馬場資幹が源頼朝から祖先にちなんだ常陸大掾の地位を与えられてから代々の世襲（「大掾氏」）が成立したとする見方が出てきている（これは国衙発給文書の署判に大掾の署名が登場する時期と合致している）。

## 人物

### 常陸守
- 文武4年（700年）10月 百済王遠寶
- 和銅元年（708年）3月 阿倍狛秋麻呂
- 和銅7年（714年）10月 石川難波麻呂
- 養老3年（719年）7月 藤原宇合
- 天平9年（737年）1月 坂本宇頭麻佐
- 天平18年（746年）4月 石上乙麻呂
- 天平19年（746年）9月 紀飯麻呂
- 天平勝宝4年（752年）6月 百済王敬福
- 天平宝字2年（758年）6月 佐伯毛人
- 天平宝字7年（763年）1月 藤原清河（本人は唐に在留のまま任命）
- 天平宝字8年（764年）10月 石上宅嗣
- 宝亀八年（777年）10月 藤原小黒麻呂
- 延暦元年（782年）6月 紀船守
- 延暦21年（802年）1月 大原某を免
- 延暦24年（805年）8月 紀直人、卒
- 延暦24年（805年）9月 橘安麻呂
- 大同元年（806年）1月 下葛野王
- 大同元年（806年）2月 和入鹿麻呂
- 弘仁2年（811年）1月 菅野真道
- 弘仁5年（814年）7月 藤原福当麻呂
- 天長元年（824年）6月 佐伯清岑
- 天長3年（826年） 甘南備高直

#### 常陸太守
親王太守は現地へ赴任しない遙任で、例えば葛原親王や時康親王のような常陸太守が実際に任地に赴くことはないので、国司の実質的長官は常陸介であった。
- 天長3年（826年）　賀陽親王
- 天長7年（830年）1月 葛原親王
- 承和元年（834年）1月 葛井親王
- 承和5年（838年）1月 忠良親王
- 承和7年（840年）1月 葛井親王 再任
- 承和11年（844年）1月 葛原親王 再任
- 承和15年（848年）1月 時康親王
- 仁壽3年（853年） 仲野親王
- 斉衡4年（857年） 人康親王
- 貞観2年（860年）1月 賀陽親王
- 貞観6年（864年）1月 惟喬親王
- 貞観10年（868年）1月 惟彦親王
- 貞観14年（872年）2月 惟恒親王
- 貞観18年（876年）2月 惟彦親王
- 元慶4年（880年）1月 時康親王
- 元慶8年（884年）3月 貞固親王

### 常陸介
天長3年（826年）に常陸国が親王任国とされてからは、「常陸介」が実質的な実務上の最高位であり、官位は養老律令の官位令が定める大国の官位相当の介の正六位下ではなく、従五位以上であることに注意する必要がある。なお、『源氏物語』に登場する架空の人物に常陸介がいる。
- 大伴弟麻呂 - 783年（延暦2年）任官。
- 藤原緒嗣 － 791年（延暦10年）から797年（延暦16年）7月までの間のいずれか。
- 藤原維幾 - 平将門の乱発生時の国司。
- 菅原孝標 － 1032年（長元5年）から1036年（長元9年）、更級日記に常陸に下向する父と都に残る娘の別れの様子が書かれている。
- 藤原実宗- 1107年（嘉承2年）前後
- 平家盛 - 1147年任官
- 平頼盛 - 1149年（久安2年）任官、1158年（保元3年）中務権大輔兼任として再任。
- 平経盛 - 1156年任官
- 平教盛 - 1160年任官
- 佐竹隆義 - 1182年（寿永元年）12月
- 島津忠景 － 1267年（文永4年）から1295年（永仁3年）までの間のいずれか。
- 佐竹貞義 － 1287年（弘安10年）から1352年10月18日（正平7年/文和元年9月10日）までの間のいずれか。

### 武家官位としての常陸国司
常陸守
常陸介
- 城井鎮房
- 青山忠成 - 1588年（天正16年）
- 徳川頼宣 - 1603年（慶長8年）
- 徳川光貞 - 1633年（寛永10年）
- 徳川綱教 - 1672年  (寛文12年)